# Schriever (Luizjana)
Schriever – jednostka osadnicza w Stanach Zjednoczonych, w stanie Luizjana, w parafii Terrebonne.